# Can Viñals
Can Viñals és un edifici del municipi de Cardedeu (Vallès Oriental) protegit com a bé cultural d'interès local.

## Descripció
És un habitatge entre mitgeres de planta baixa i dos pisos, de composició asimètrica reforçada per les dues balconades situades sobre el portal d'entrada. La coberta és plana amb una barana acabada en frontó. Els balcons del primer i segon pis són de balustres de pedra igualment que la barana de coronament. La façana està molt treballada amb relleus amb decoració vegetal i figurativa, principalment femenina. Els elements formals i decoratius li donen caràcter eclèctic.

## Història
Segons Pere Comas aquest habitatge fou construït per Josep Viñals cap a l'any 1932. El sr. Comas recorda que abans hi havia un magatzem de ciment on sempre carregaven i descarregaven carros. La casa està situada al mig de dos habitatges construïts a la fi del segle passat, la casa Ferrandiz i la casa Pedrós. Per aquesta part de la vila, es va fer un pla parcial d'urbanització l'any 1885 per l'arquitecte M. Gispert, quan Cardedeu s'estenia cap a la Riera.